# Elvira Graullera
Elvira Graullera es una periodista española, delegada de Europa Press en la Comunidad Valenciana desde 1995. En 2019, recibió el premio Trayectoria Profesional en la X edición de los premios periodísticos de la Central Sindical Independiente y de Funcionarios (CSIF).

## Trayectoria
En 1986, Graullera finalizó sus estudios Periodismo en la Universidad CEU San Pablo, formando parte de su primera promoción. Durante su formación, tuvo la oportunidad de realizar prácticas en distintos medios, entre ellos el periódico de Valencia Levante-EMV, la Presidencia de la Generalidad Valenciana y la agencia EFE de noticias. Posteriormente, se incorporó a la Asociación Valenciana de Agricultores, donde ha sido responsable de prensa.
En 1995, comenzó a trabajar en la agencia de noticias Europa Press como parte del equipo que estableció la delegación en la Comunidad Valenciana siendo desde 1998, delegada de la agencia en esta comunidad autónoma.
Su trayectoria profesional en los medios de comunicación cuenta también con participaciones en las tertulias de los programas de el magazine matinal El Matì À Punt de À Punt Mèdia y À Punt Notícies, lo que le permitió consolidarse como una voz reconocida en el ámbito periodístico de la Comunidad Valenciana.

## Reconocimientos
En 2015, Graullera recibió el Premio Pepe Miquel del Cooperativismo Valenciano en la categoría de comunicación responsable. Al año siguiente, en 2016, coincidiendo con el Día Internacional de la Mujer, la Central Sindical Independiente y de Funcionarios (CSIF) le entregó un reconocimiento como referente femenino autonómico. Unos años después, en 2019, nuevamente el sindicato CSIF le entregó el premio Trayectoria Profesional en la X edición de sus premios periodísticos.